# SN 2005K
SN 2005K – supernowa typu II odkryta 15 stycznia 2005 roku w galaktyce NGC 2923. W momencie odkrycia miała maksymalną jasność 17,80m.